# Venus (Costanza)
Venus è una stazione balneare (staţiune turistică in rumeno) sul Mar Nero nel distretto di Costanza. Dal punto di vista amministrativo fa parte della città di Mangalia. Non ha residenti stabili.

## Geografia fisica
La stazione balnearia è situata tra Saturn e Jupiter, 3 km a nord di Mangalia con un'altitudine compresa tra 3 e 20 metri

## Storia
Il complesso turistico è stato inaugurato nel 1972

## Economia

### Turismo
La stazione è composta da più di 25 hotel (la maggior parte con nomi di donne) e da un campeggio. La spiaggia è più rocciosa e stretta a nord, nei pressi del confine con Jupiter e più fine verso sud, dove si trovano la maggior parte delle attrazioni turistiche

## Infrastrutture e trasporti
La stazione è raggiungibile con microbus della linea Costanza-Mangalia